# Lac Winneway
Lac Winneway är en sjö i Kanada.   Den ligger i regionen Abitibi-Témiscamingue och provinsen Québec, i den sydöstra delen av landet, 300 km nordväst om huvudstaden Ottawa. Lac Winneway ligger 336 meter över havet.
I omgivningarna runt Lac Winneway växer i huvudsak blandskog. Trakten runt Lac Winneway är nära nog obefolkad, med mindre än två invånare per kvadratkilometer.